# Fehérfarkú szarvas

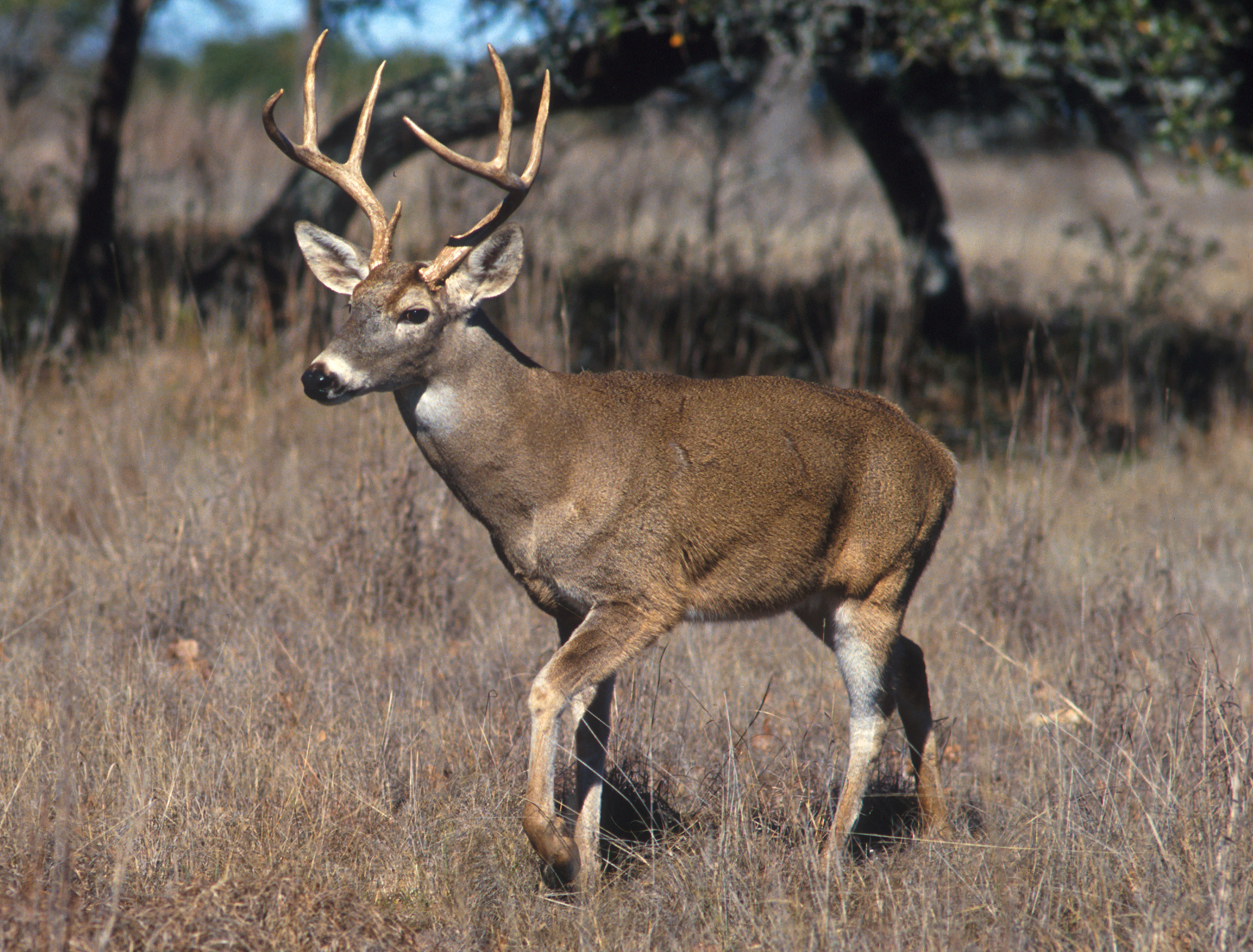
Bika

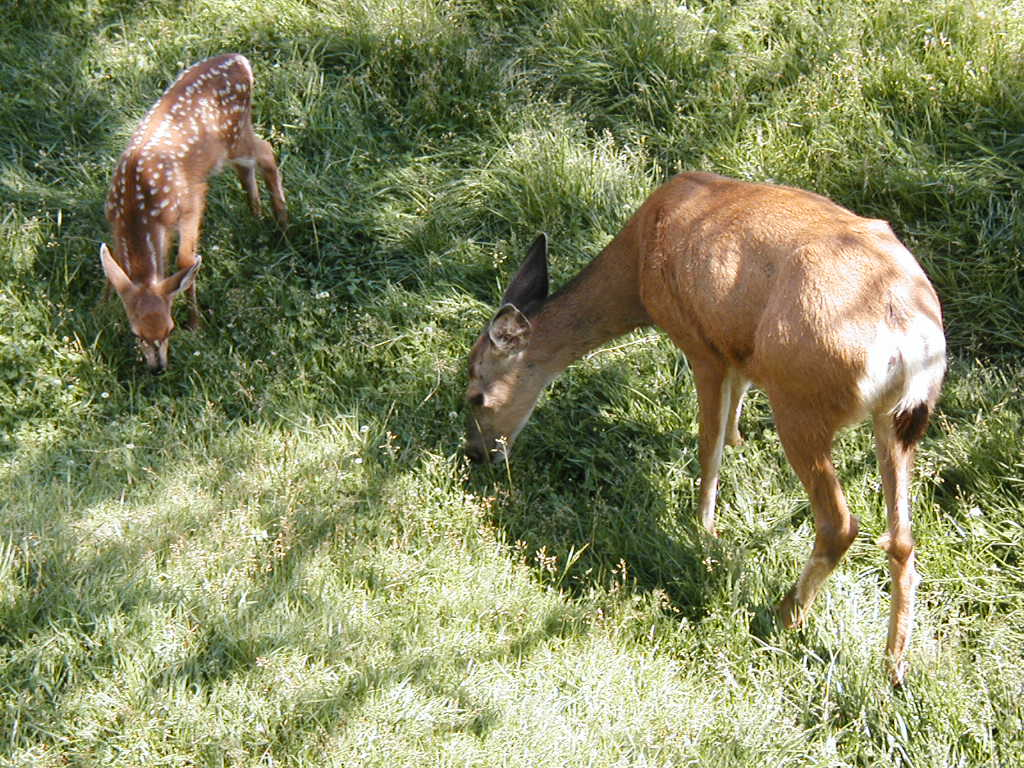
Nőstény és borja

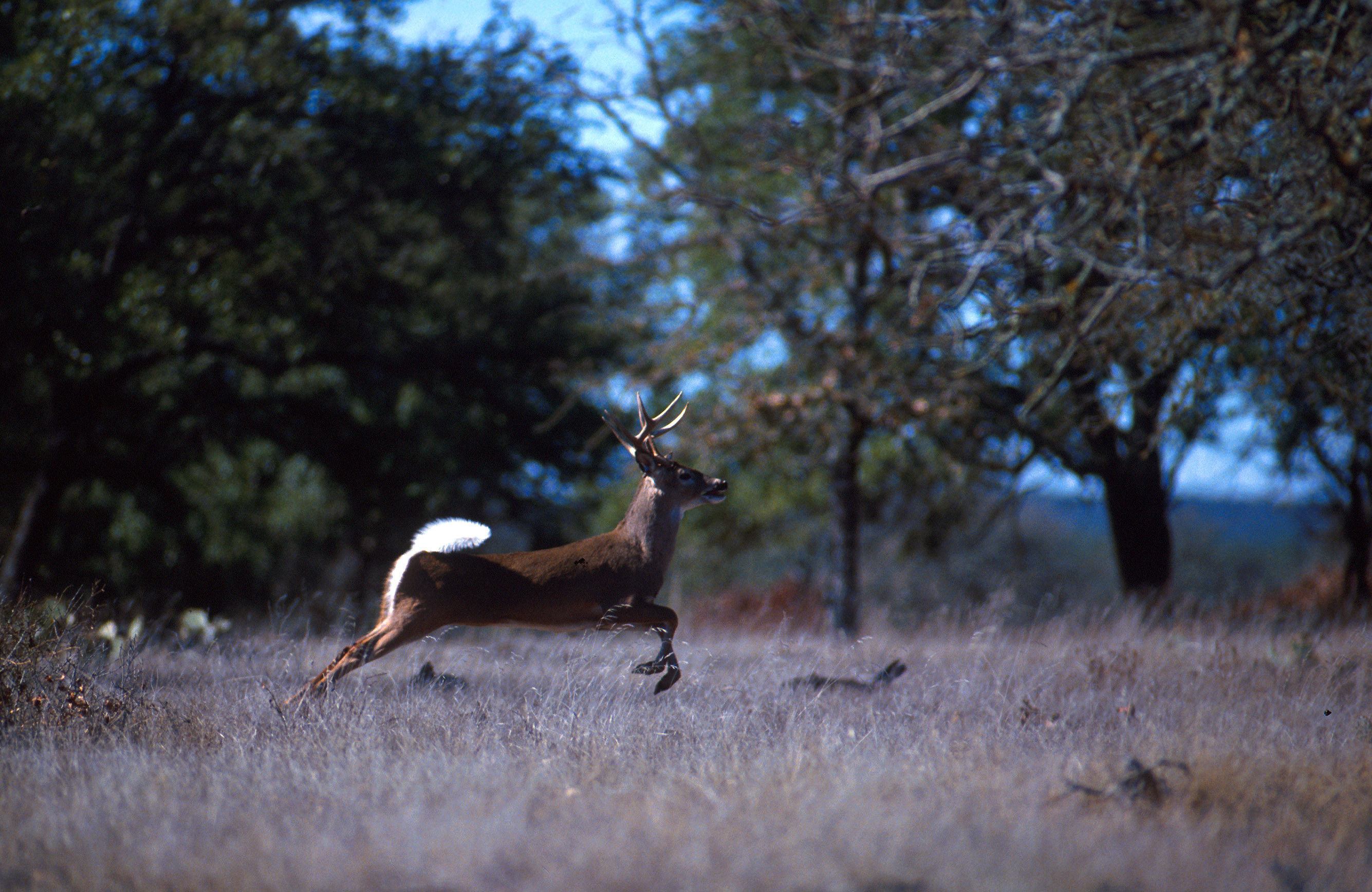
Veszély esetén a fehérfarkú szarvas nagy ugrásokkal menekül, eközben farkát felfelé tartja, így jól látható farka alsó részének fehér színe

A fehérfarkú szarvas vagy virginiai szarvas (Odocoileus virginianus) az emlősök (Mammalia) osztályának párosujjú patások (Artiodactyla) rendjébe, ezen belül a szarvasfélék (Cervidae) családjába és az őzformák (Capreolinae) alcsaládjába tartozó faj.
Az Odocoileus szarvasnem típusfaja.

## Előfordulása
A fehérfarkú szarvas Észak- és Közép-Amerikában, valamint Dél-Amerika északi részén Peruig és Brazíliáig fordul elő. Egyike a leginkább elterjedt és leggyakoribb szarvasfajoknak. Óriási elterjedési területén belül rengeteg élőhelytípushoz alkalmazkodott. Ugyanúgy megtalálható az Egyesült Államok keleti államainak lombhullató erdeiben, mint a prériken. Floridában az Everglades mocsárvidéken is megél és szintén megtalálható Arizona és Mexikó félsivatagaiban is. Dél-Amerikában elsősorban galériaerdőkben és az Andok bozótos vidékein fordul elő, a zárt trópusi esőerdőt kerüli. Közép- és Dél-Amerikában jóval ritkább faj, mint Észak-Amerikában.
Új-Zéland, Csehország és Dél-Finnország egyes területein is meghonosodott. Elterjedési területének egyes részein fajfenntartó programokra lenne szükség.

## Alfajai
A fehérfarkú szarvas alfajainak a pontos száma nem ismert; 30-40-re tehető. Manapság a legtöbb rendszerező az alábbi negyven alfajt fogadja el. Az alfajok az elterjedési területtől függően, két csoportra oszthatók; azaz az alábbiakra:
Észak-Amerikai csoport:
- Odocoileus virginianus acapulcensis Caton, 1877 - Acapulco, Dél-Mexikó
- Odocoileus virginianus borealis Miller, 1900 - az északi tajgában
- Carmen-hegyi fehérfarkú szarvas (Odocoileus virginianus carminis) Goldman & Kellog, 1940 - Texas és Mexikó hegyvidéki határán
- Floridai fehérfarkú szarvas (Odocoileus virginianus clavium) Barbour & G. M. Allen, 1922 - ez az alfaj, mely a legkisebb termetű a fehérfarkú szarvas alfajai közül kizárólag a Florida államhoz tartozó, a Floridai-félszigettől délre található floridai-szigetek némelyikén fordul elő. A vadászat miatt 1945-re már alig 25 példánya maradt. Az intenzív védelemnek köszönhetően számuk ma már 300 egyed körül van. Újabban az otthonukat jelentő szigeteken fellépő intenzív idegenforgalom fenyegeti őket. Mára majdnem az összes egyed két apró szigeten él. Innen néha átúsznak a tengeren a szomszédos szigetekre is. Populációik növekedésének fő gátja a szigeteken fellépő édesvízhiány, amely miatt csak egy igen kicsi populáció lesz életképes. A Természetvédelmi Világszövetség a „kihalással közvetlenül veszélyeztetett” kategóriába sorolja.
- Arizonai fehérfarkú szarvas (Odocoileus virginianus couesi) Coues & Yarrow, 1875 - Arizona
- Odocoileus virginianus dacotensis Goldman & Kellog, 1940 - Közép-Nyugat északi része
- Odocoileus virginianus hiltonensis Goldman & Kellog, 1940 - Hilton Head sziget, Dél-Karolina
- Odocoileus virginianus idahoensis - Nyugat-Kanada, Idaho és Washington állam keleti része.[4]
- Columbiai fehérfarkú szarvas (Odocoileus virginianus leucurus) Douglas, 1829 - Nevét az élőhelye mellett levő Columbia folyóról kapta, mely Washington és Oregon államokban található. Korábban veszélyeztetett alfajnak számított, mivel alig 400 egyede maradt csak. Az Egyesült Államok Hal- és Vadvédelmi Központja szerint állományai eléggé megerősödtek, összegyedszámát 3000 egyedre becsülik, emiatt 2003-ban törölték az Egyesült Államokban a veszélyeztetett fajok jegyzékéről. A Természetvédelmi Világszövetség továbbra is a „mérsékelten veszélyeztetett” kategóriába sorolja.
- Odocoileus virginianus macrourus Rafinesque, 1817 - Kansas
- Avery-szigeti fehérfarkú szarvas (Odocoileus virginianus mcilhennyi) F. W. Miller, 1928 - Avery sziget, Louisiana
- Odocoileus virginianus mexicanus Gmelin, 1788 - Közép-Mexikó
- Odocoileus virginianus miquihuanensis Goldman & Kellogg, 1940 - Közép-Mexikó
- Odocoileus virginianus nelsoni Merriam, 1898 - Dél-Mexikó és Guatemala
- Odocoileus virginianus nemoralis C. H. Smith, 1827 - a Mexikói-öböltöl egészen Surinameig
- Odocoileus virginianus nigribarbis Goldman & Kellogg, 1940 - Blackbeard sziget
- Odocoileus virginianus oaxacensis Goldman & Kellogg, 1940 - Dél-Mexikó
- Északnyugati fehérfarkú szarvas (Odocoileus virginianus ochrourus) V. Bailey, 1932 - az Egyesült Államok északnyugati részén fordul elő.
- Odocoileus virginianus osceola Bangs, 1896 - Florida partvidékén
- Odocoileus virginianus seminolus Goldman & Kellogg, 1940 - Florida
- Odocoileus virginianus sinaloe J. A. Allen, 1903 - Nyugat-Mexikó középső részén
- Odocoileus virginianus taurinsulae Goldman & Kellogg, 1940 - Bulls sziget, Dél-Karolina
- Texasi fehérfarkú szarvas (Odocoileus virginianus texanus) Mearns, 1898 - Texas
- Odocoileus virginianus thomasi Merriam, 1898 - a mexikói alföldeken
- Odocoileus virginianus toltecus Saussure, 1860 - Dél-Mexikó
- Odocoileus virginianus venatorius Goldman & Kellogg, 1940 - Hunting sziget, Dél-Karolina
- Odocoileus virginianus veraecrucis Goldman & Kellogg, 1940 - Észak-Veracruz állam, Mexikó.
- Északi fehérfarkú szarvas vagy virginiai szarvas (Odocoileus virginianus virginianus) (Zimmermann, 1780) - ez a leginkább elterjedt alfaj, Észak-Amerika keleti partvidékén él, délre egészen Florida államig.
- Odocoileus virginianus yucatanensis Hays, 1872 - Yucatán-félsziget

Dél-Amerikai csoport:
- Odocoileus virginianus cariacou Boddaert, 1784 - Francia Guyana és Észak-Brazília
- Odocoileus virginianus chiriquensis J. A. Allen, 1910 - Panama
- Odocoileus virginianus curassavicus Hummelinck, 1940 - Curaçao, Karib-térség
- Odocoileus virginianus goudotii Gay & Gervais, 1846 - Kolumbiai Andok és Nyugat-Venezuela
- Odocoileus virginianus gymnotis Wiegmann, 1833 - Észak-Venezuela és a mocsaras területei
- Odocoileus virginianus margaritae Osgood, 1910 - Margarita sziget, Venezuela
- Odocoileus virginianus peruvianus Gray, 1874 - Peru déli része és talán Bolíviában is
- Odocoileus virginianus rothschildi Thomas, 1902 - Coiba-sziget
- Odocoileus virginianus tropicalis Cabrera, 1918 - Peru és Ecuador, talán Kolumbiában is
- Közép-amerikai fehérfarkú szarvas (Odocoileus virginianus truei) - Costa Rica, Nicaragua és Panama területén él.
- Odocoileus virginianus ustus Trouessart, 1910 - Ecuador, talán Dél-Kolumbiában és Észak-Peruban is

|  |  |

## Megjelenése

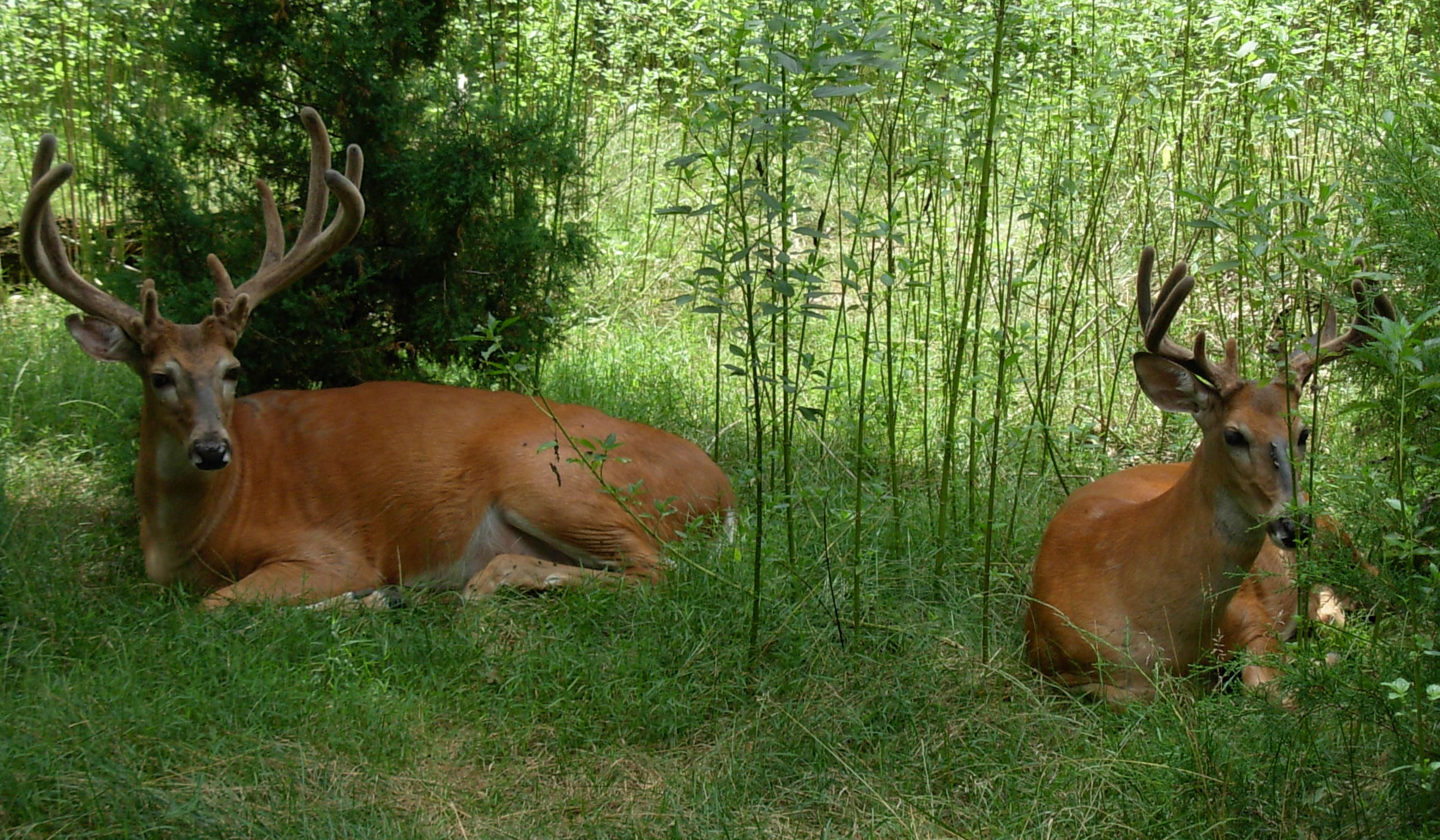
Két hím fehérfarkú szarvas

A bika marmagassága elérheti a 120 centimétert, a tehén jóval kisebb. A bak testtömege legfeljebb 130 kilogramm, a suta 90 kilogramm is lehet. A szarvasnak a tövénél hátrafelé, feljebb félkörben előrehajló agancsa van, amely télen leválik, és a következő párzási időszakig újból kifejlődik. Veszély esetén a fehérfarkú szarvas nagy ugrásokkal menekül, eközben farkát felfelé tartja, így jól látható alsó részének fehér színe, s ezáltal a többi szarvas is felfigyel a veszedelemre. A szarvastehén kisebb, mint a hím, és nincs agancsa. A borjú fehér pettyes barna bundájával jól beleolvad a környezetbe.

## Életmódja
A fehérfarkú szarvas magányosan vagy körülbelül hat példányból álló családokban él; hidegebb teleken néha rudlikba tömörül. Tápláléka fűfélék, levelek, sarjhajtások, gallyak, sok növény termése és virága. Az állat körülbelül 10 évig  él.

## Szaporodása

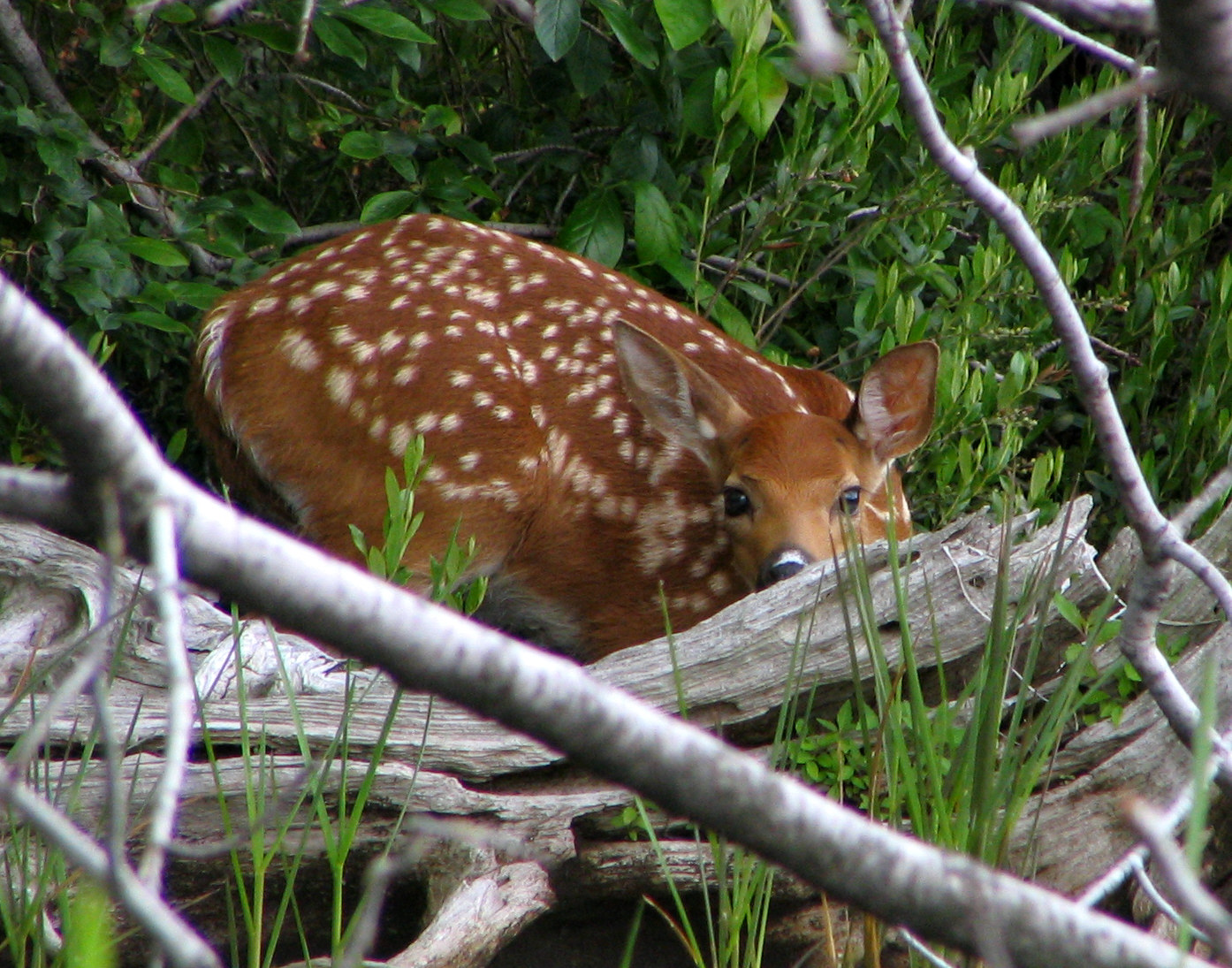
Fehérfarkú szarvas borjú

A tehén egyéves, a bika másfél éves korban éri el az ivarérettséget. A párzási időszak tavasszal van. A vemhesség 200-204 napig tart. A szarvastehén korától függően 1 vagy 2 borjút ellik.

## Rokon fajok
A fehérfarkú szarvas legközelebbi rokona és az Odocoileus szarvasnem másik faja az öszvérszarvas (Odocoileus hemionus). Ahol a két faj elterjedési területe fedi egymást olykor hibridizálódnak is.

## Természetvédelmi helyzete
A fehér emberek észak-amerikai betelepülése előtt becslések szerint mintegy 40 millió fehérfarkú szarvas élhetett Észak-Amerikában. Az indiánok ősidők óta vadásztak rájuk, de ez nem befolyásolta jelentősen állományaik nagyságát és mindenhol gyakori fajnak számított. A telepesek elsősorban húsa és bőre miatt vadásztak rá, később azonban elterjedt lett a pusztán szórakozás céljából való vadászat is. A mértéktelen vadászat miatt egyedszámuk nagyon megcsappant és 1900 körül már alig több mint 500 000 egyedük élt. Ekkortól szigorúbb szabályoknak lett alávetve a vadászat és ez a legtöbb helyen a populáció megerősödését eredményezte. Azonban nem mindenütt egyforma mértékben erősödött meg az állomány. A Nagy-tavak vidékén ma ugyanolyan gyakori faj, mint egykor lehetett, de más területeken kevésbé elterjedt faj. Mára az Egyesült Államokban nagyjából 14 millió egyede élhet. Kanadában csak az ország déli területein fordul elő, de állományai ott is stabilak. Mexikóban, valamint Közép- és Dél-Amerika területén azonban állományai ma is fokozatosan csökkennek.
A Természetvédelmi Világszövetség magát a fajt a „nem fenyegetett” kategóriába sorolja. Egyes alfajai azonban többé-kevésbé fenyegetettek.